# Bernart Amoros
Bernart Amoros o Amorós, in francese Bernard Amoureux (fl. XIII-XIV secolo) è stato un chierico e forse trovatore occitano, originario possibilmente di una regione che comprende Alvernia, Velay, Gévaudan e Vivarais, attivo tra il XIII e il XIV secolo.
Il suo nome è legato a un canzoniere da lui compilato, oggi perduto, del quale resta solo una copia della prefazione acclusa in un manoscritto.